# Niki Byrgesen
Niki Byrgesen (né le 21 juillet 1990) est un coureur cycliste danois, spécialiste de la piste.

## Palmarès

### Championnats du monde
- Ballerup 2010
  - 4e de la poursuite par équipes
- Apeldoorn 2011
  - 9e de la poursuite par équipes

### Coupe du monde
- 2008-2009
  - 3e de la poursuite par équipes à Copenhague
- 2011-2012
  - 3e de la poursuite par équipes à Cali

### Championnats d'Europe
- Pruszków 2008
  -  Médaille d'argent de l'américaine juniors (avec Sebastian Lander)

### Championnats du Danemark
- 2007
  -  Champion du Danemark de la vitesse juniors
  -  Champion du Danemark du kilomètre juniors
  -  Champion du Danemark du scratch juniors
  -  Champion du Danemark de poursuite par équipes juniors (avec Patrick Henriksen, Mikkel Lund et Mikkel Schiøler)
- 2008
  -  Champion du Danemark de vitesse juniors
  -  Champion du Danemark du kilomètre juniors
  -  Champion du Danemark de course aux points juniors
  -  Champion du Danemark de poursuite par équipes juniors (avec Rasmus Christian Quaade, Laurits Enevoldsen et Patrick Henriksen)
- 2010
  -  Champion du Danemark de la course par élimination
  -  Champion du Danemark de poursuite
- 2013
  -  Champion du Danemark de scratch